# Neochmia ruficauda
Neochmia ruficauda е вид птица от семейство Estrildidae.

## Разпространение
Видът е разпространен в Австралия.